# Bob Murdoch
Bob Murdoch (Kirkland Lake, Canadá; 20 de noviembre de 1946-3 de agosto de 2023) fue un jugador y entrenador de hockey sobre hielo canadiense que jugó en la posición de defensa.

## Carrera

### Jugador
| 1968–69   | Winnipeg Nationals    | WCSHL     | 6   | 0  | 1   | 1   | 2   | —  | — | —  | —  | —  |
| 1969–70   | Montreal Voyageurs    | AHL       | 6   | 0  | 2   | 2   | 6   | —  | — | —  | —  | —  |
| 1970–71   | Montreal Canadiens    | NHL       | 1   | 0  | 2   | 2   | 2   | 2  | 0 | 0  | 0  | 0  |
| 1970–71   | Montreal Voyageurs    | AHL       | 66  | 8  | 20  | 28  | 69  | 3  | 1 | 2  | 3  | 4  |
| 1971–72   | Montreal Canadiens    | NHL       | 11  | 1  | 1   | 2   | 8   | 1  | 0 | 0  | 0  | 0  |
| 1971–72   | Nova Scotia Voyageurs | AHL       | 53  | 7  | 32  | 39  | 53  | —  | — | —  | —  | —  |
| 1972–73   | Montreal Canadiens    | NHL       | 69  | 2  | 22  | 24  | 55  | 13 | 0 | 3  | 3  | 10 |
| 1973–74   | Los Angeles Kings     | NHL       | 76  | 8  | 20  | 28  | 85  | 5  | 0 | 0  | 0  | 2  |
| 1974–75   | Los Angeles Kings     | NHL       | 80  | 13 | 29  | 42  | 116 | 3  | 0 | 1  | 1  | 4  |
| 1975–76   | Los Angeles Kings     | NHL       | 80  | 6  | 29  | 35  | 103 | 9  | 0 | 5  | 5  | 15 |
| 1976–77   | Los Angeles Kings     | NHL       | 70  | 9  | 23  | 32  | 79  | 9  | 2 | 3  | 5  | 14 |
| 1977–78   | Los Angeles Kings     | NHL       | 76  | 2  | 17  | 19  | 68  | 2  | 0 | 1  | 1  | 5  |
| 1978–79   | Los Angeles Kings     | NHL       | 32  | 3  | 12  | 15  | 46  | —  | — | —  | —  | —  |
| 1978–79   | Atlanta Flames        | NHL       | 35  | 5  | 11  | 16  | 24  | 2  | 0 | 0  | 0  | 4  |
| 1979–80   | Atlanta Flames        | NHL       | 80  | 5  | 16  | 21  | 48  | 4  | 1 | 1  | 2  | 2  |
| 1980–81   | Calgary Flames        | NHL       | 74  | 3  | 19  | 22  | 54  | 16 | 1 | 4  | 5  | 36 |
| 1981–82   | Calgary Flames        | NHL       | 73  | 3  | 17  | 20  | 76  | 3  | 0 | 0  | 0  | 0  |
| Total NHL | Total NHL             | Total NHL | 757 | 60 | 218 | 278 | 764 | 69 | 4 | 18 | 22 | 92 |

### Selección nacional
Representó a Canadá en el Campeonato Mundial de Hockey sobre Hielo Masculino de 1969 donde anotó dos penales en cinco partidos.

### Entrenador
| Periodo   | Club                | Liga | Partidos | Victorias | Empates | Derrotas | Tiempo extra | Rendimiento | Playoffs      |
| --------- | ------------------- | ---- | -------- | --------- | ------- | -------- | ------------ | ----------- | ------------- |
| 1987-1988 | Chicago Blackhawks  | NHL  | 80       | 30        | 41      | 9        | 0            | 43,1 %      | Primera ronda |
| 1989-1990 | Winnipeg Jets       | NHL  | 80       | 37        | 32      | 11       | 0            | 53,1 %      | Primera ronda |
| 1990-1991 | Winnipeg Jets       | LNH  | 80       | 26        | 43      | 11       | 0            | 39,4 %      | No clasificó  |
| 1994-1995 | Munich Maddogs      | DEL  | 27       | 17        | 9       | 1        | 0            | 64,8 %      | No terminó    |
| 1994-1995 | Kölner Haie         | DEL  |          |           |         |          |              |             | Campeón       |
| 1995-1996 | Kölner Haie         | DEL  | 50       | 37        | 9       | 4        | 0            | 78,0 %      | Finalista     |
| 1996-1997 | Kölner Haie         | DEL  | 50       | 36        | 10      | 2        | 2            | 76,0 %      | 1/4 de final  |
| 1999-2000 | Nürnberg Ice Tigers | DEL  |          |           |         |          |              |             | No clasificó  |
| 2000-2001 | Nürnberg Ice Tigers | DEL  | 60       | 34        | 18      | 0        | 8            | 63,3 %      | 1/4 de final  |
| 2001-2002 | Nürnberg Ice Tigers | DEL  | 60       | 38        | 18      | 0        | 4            | 66,7 %      | 1/4 de final  |

## Logros

### Jugador
- Stanley Cup (2): 1971, 1973

### Entrenador
- Deutsche Eishockey Liga (1): 1995

### Individual
- Trofeo Jack Adams (1): 1990